# そいつどいつ
そいつどいつは、日本のお笑いコンビ。吉本興業東京本社所属、2015年4月結成。キングオブコント2021ファイナリスト。

## メンバー
市川 刺身（いちかわ さしみ、本名：市川 冬樹〈いちかわ ふゆき〉1989年12月27日 -（35歳））
ボケ（ネタによってツッコミ）担当。
東京都福生市出身、東海大学菅生高等学校・東海大学卒業。身長170 cm、体重60 kg。血液型はB型。
坊主頭。芸人としてデビューするまで学生時代からずっと髪型が弁髪で、周りから変人扱いされていた。
趣味は銭湯、サウナ、漫画、音楽、古着。
吉本拓（ダイタク）によれば、市川が芸人になろうと思ったきっかけは佐久間一行を見て人を傷つけないネタを作りたいと思ったからだという。

エピソード
- サウナが好きすぎるが故、暇さえあれば近くのサウナを探している。2020年3月にサウナ・スパ健康アドバイザー取得。
- 大学時代、ミスター東海大学グランプリにノリで出場。観客投票の際に1人だけブサイクがいるぞと話題になり、悪ふざけで投票が集まって第8代ミスター東海大の座を頂戴した。
- ナダル（コロコロチキチキペッパーズ）率いるナダル軍団の一員。周りのメンバーが市川よりポンコツなため、市川が一番まともと言われている。
- たこやきを焼くのがとても上手い。
- 近年俳優業にも活動の幅が増えており、それに伴って役者などの交友関係も広がっている。
- ドラマ『今日から俺は!!』（日本テレビ）で共演した中村倫也のファン。そのきっかけは慣れないドラマ収録の現場で1人座っていた市川に対し、中村が積極的に話しかけてくれたことによる。また、クランクアップ時に監督から「面白いことやって」と無茶ぶりされ、ギャグを披露するも微妙な空気になってしまい困っていたところ、中村のフォローで最後には笑いが獲れたというエピソードを2020年3月19日放送『アメトーーク!』（テレビ朝日）の「NEXT第七世代」にて明かしている。その後は「録画の欄がほとんど中村倫也」になるほど中村に惚れている。
- 事務所の先輩である嶋佐和也（ニューヨーク）、村上（マヂカルラブリー）らと共に「高円寺芸人」を称しており、共同でYouTubeチャンネルを運営している。嶋佐のことは「ケズ兄（にい）」（和也→カズ兄からの転化）と呼ぶ。
- 10年以上彼女がおらず、自分たちのラジオ企画（「そいつどいつのニューラジオ 〜市川刺身 モテ王への道〜」）で彼女候補の女性を募集していた。その後、恋愛バラエティ番組で交際を開始した中嶋イッキュウ（ジェニーハイ、tricot）と2025年に結婚。
- 『ザ・細かすぎて伝わらないモノマネ』（フジテレビ）の2024年夏大会において、初出場ながら優勝を果たした。また、この際第3次オーディション前に劇場にて、同番組にも出演したたつろうと俵山峻（スクールゾーン）にモノマネの修正を行ってもらっていた。さらに優勝後には、後述の横澤夏子を含む数名から祝福を受けた。
- 同年の同番組オーディションにて第4次は『保留』という形で受からなかったが、最終第5次オーディションに受かっての番組出演であった。
- 実は、芸歴1年目の2015年に一度同番組のオーディションを受けたことがある。その際、横澤のノート(いわゆる「ネタ帳」)を見て挫折を経験した(彼いわく、記憶が定かではないながらも5冊ぐらい、とのこと)。
- 同年冬に「番組史上初」の連覇を狙って出場。残念ながら連覇とはならなかったものの「特別賞」に相当する「見たい！」を受賞した。

松本 竹馬（まつもと たけうま、本名：松本 優太〈まつもと ゆうた〉1989年8月31日 -（35歳））
ツッコミ（ネタによってはボケ）・ネタ作り担当。
福岡県北九州市出身、福岡県立八幡高等学校（理数科）・宮崎大学農学部卒業。身長170 cm、体重60 kg。血液型はO型。
趣味・特技はボクシング、武術拳法、夢占い。

エピソード
- 学生時代に夢日記をつけており、当時は夢を操れたらしい。コロナ禍の自粛期間中に夢占い師・夢鑑定士の資格を取得。
- 園子温監督の映画が非常に好きだと公言している。
- 現在のコンビ以前は幾度か解散を経験しており、旧コンビ名は「半熟ピカソ」「コンビーズ」「少年レベッカ」「鳴いてる怪獣」。
- 事務所のライブにて7回連続でスベり続け8回目でやっとウケた時、楽屋で号泣してしまい今でもそのことを先輩などにからかわれている。
- 実父が福岡県警察の少年課へ勤務していたため、中学時代は同級生のヤンキーに逆恨みで殴られていた。
- 大学へ進学して間もない頃、大学デビューでヤンキーからボコボコにされたエピソードがニューヨークのYouTubeチャンネルで話題となり、そのエピソードをまとめたnoteが水道橋博士（浅草キッド）に書籍化を希望されるほど絶賛されている。
- 自伝的小説『大学デビュー天下取り物語』が幻冬舎ルネッサンスのコンテストで特別賞を受賞。幻冬舎のウェブサイト「ゴールデンライフオンライン」にて連載、人気記事ランキングで月間１位に輝く。
- プライドがかなり高く、芸人であるにも拘らずイジられることを嫌っている。『アメトーーク!』出演時には「ネタをバカにされるとあからさまに不機嫌になる」ことも暴露されている。
- 尖ったエピソードが多数あり、容姿も綾部祐二（ピース）に似ていることから「ネクスト綾部」と呼ばれている。
- 『ポケットモンスター』のバトルが得意で、マスターボール級で瞬間最高46位になったことがある。

## 略歴
NSC東京校18期出身同士からなるコンビ。
松本は元々、高校の同級生と一緒にNSCへ入学しコンビを組むも、デビュー後間もなくして解散。当時の松本は非常に尖っており相方にキツく当たることも多く、それに耐えられなくなった相方から解散を切り出された。その後、「コンビーズ」「泣いてる怪獣」「少年レベッカ」といったコンビを組むが、どれも長続きはしなかった。そんな松本が初めて自分から声をかけたのが市川だった。
同期だったこともあり、市川のプレイヤーとしての優秀さを松本も認めており結成を持ちかけたものの、当の市川は「俺と解散したら芸人やめて」「ネタは全部お前が書け」「芸名は松本ボンドガールにしろ」など、細かい注文を出してきた。なお、コンビ名は辞めた同期の芸人がつけてくれたものに由来。
2019年7月、第40回ABCお笑いグランプリで決勝進出。同年7月、ヨシモト∞ホールでファーストクラスに昇格。同年9月、キングオブコントにて準決勝進出。準決勝を観戦していたバイきんぐ・葵わかなが大会の注目芸人として名を挙げた。
2020年1月、『ぐるぐるナインティナイン』（日本テレビ）内のコーナー「おもしろ荘へいらっしゃい!2020」にて第3位となる。同年7月、第41回ABCお笑いグランプリで2年連続決勝進出。
2021年2月、チョコレートプラネットおすすめの芸人として『ENGEIグランドスラム』へ出演。同年10月、キングオブコント決勝へ初進出。松本人志（ダウンタウン）が事前番組において「前から注目している。面白い」と発言しており期待も高まっていたが、松本自身が採点した中では3番目に高く採点されるも審査員2名からは最低得点を集めてしまい8位、ファイナルステージ進出とはならなかった。
2022年5月、なんばグランド花月で開催されたNGK初舞台選手権にて「お客様審査部門」「劇場プロデューサー審査部門」「芸人審査部門」による3冠を獲り、完全優勝を果たす。

## 芸風
主にコント。市川の見た目を活かした、シュールで個性的なネタが持ち味。両者共に演技力には定評がある。
年に一度、M-1グランプリの時期にだけ漫才も演じており、既存のコントを漫才として再構成したコント漫才を披露している。なお、以前M-1の予選に挑んだ際には冒頭でサンパチマイクがうまく下げられず、顔の目の前にマイクが来てしまったためそれが原因でずっと薄ら笑いが起きていた。

## 賞レース成績
キングオブコント
| 年度   | 結果         | 会場                             | 日時           | 備考                                           |
| ------ | ------------ | -------------------------------- | -------------- | ---------------------------------------------- |
| 2015年 | 1回戦敗退    | シアターブラッツ                 | 2015/07/25     |                                                |
| 2016年 | 2回戦進出    | きゅりあんホール                 | 2016/08/10     |                                                |
| 2017年 | 準々決勝進出 | きゅりあんホール                 | 2017/08/15     |                                                |
| 2018年 | 準々決勝進出 | きゅりあんホール                 | 2018/08/14     |                                                |
| 2019年 | 準決勝進出   | マイナビBLITZ赤坂                | 2019/09/05・06 |                                                |
| 2020年 | 準々決勝進出 | きゅりあん小ホール               | 2020/08/14     |                                                |
| 2021年 | 決勝8位      | TBSテレビ                        | 2021/10/02     | 決勝キャッチフレーズ「演技派コントジャンキー」 |
| 2022年 | 準決勝進出   | 新宿文化センター 大ホール        | 2022/09/01・02 |                                                |
| 2023年 | 準決勝進出   | めぐろパーシモンホール・大ホール | 2023/09/20・21 |                                                |
| 2024年 | 準々決勝進出 |                                  |                |                                                |

M-1グランプリ
| 年度                     | 結果         | エントリー No. | 会場                   | 日程     |
| ------------------------ | ------------ | -------------- | ---------------------- | -------- |
| 2015年                   | 1回戦敗退    | 1734           | 新宿シアターモリエール | 9月14日  |
| 2016年                   | 1回戦敗退    | 818            | 新宿シアターモリエール | 8月31日  |
| 2017年                   | 2回戦進出    | 944            | 雷5656会館ときわホール | 10月8日  |
| 2018年                   | 2回戦進出    | 1602           | 雷5656会館ときわホール | 10月6日  |
| 2019年                   | 2回戦進出    | 1383           | 雷5656会館ときわホール | 10月17日 |
| 2020年から2022年は不参加 |              |                |                        |          |
| 2023年                   | 準々決勝進出 | 1783           | ルミネtheよしもと      | 11月11日 |
| 2024年                   | 3回戦進出    | 3938           | KANDA SQUARE HALL      | 11月6日  |

その他
- 2019年 - 第40回 ABCお笑いグランプリ 決勝進出
- 2020年 - おもしろ荘2020 第3位、第41回 ABCお笑いグランプリ 決勝進出[15]
- 2021年 - マイナビ Laughter Nightグランドチャンピオン大会 マイナビ賞[16]
- 2021年 - R-1グランプリ準決勝進出（市川）
- 2024年 - ザ・細かすぎて伝わらないモノマネ 2024夏大会チャンピオン（市川）

## 出演

### ドラマ
- 坊つちやん（2016年1月）ｰ 市川のみ
- 太陽を愛した人〜1964 あの日のパラリンピック〜（2018年8月）ｰ 市川のみ
- 今日から俺は!!（2019年11月）- 市川のみ
- 脚本芸人 第2夜・第3夜（2022年6月23日・24日、フジテレビ）- ホット野々村 役（市川）

### ラジオ
- 芸人Boom!Boom!そいつどいつのニューラジオ（2020年12月9日 - 2024年1月24日、stand.fm）[17]
- そいつどいつのオールナイトニッポン0(ZERO)（2021年10月17日、ニッポン放送）[18]
- ぱろぱろドキュメンタリーラジオ（2022年4月18日 - 、stand.fm）[19]

### 映画
- 今夜、ロマンス劇場で（2018年2月） - 市川のみ
- 翔んで埼玉（2019年2月） - 市川のみ
- 劇場（2020年7月） - 市川のみ

### 舞台
- ギャグマンガ日和シリーズ（2015年9月 - 2018年9月） - 市川のみ[20]
- コジコジ（2019年8月） - 市川のみ
- タイムカプセル Bye Bye Days（2025年1月） - はるちん（春田里志） 役（市川）[21][22]

## 単独ライブ
- そいつどいつ初単独ライブ「どいつもこいつも」（2017年4月9日、ヨシモト∞ホール）
- そいつどいつ第2回単独ライブ「あなたのみかた」（2018年3月21日、ヨシモト∞ホール）
- そいつどいつ第3回単独ライブ「あいつによろしく」（2019年5月19日、ヨシモト∞ホール）
- そいつどいつ第4回単独ライブ「みんな、しあわせ」（2021年4月30日、ヨシモト∞ホール）[23]
- そいつどいつ第5回単独ライブ「すげぇよこいつら」（2021年12月25日、草月ホール）[24]